# Тяньцзинь Лифэй
«Тяньцзинь Лифэй» (кит. упр. 天津立飞足球俱乐部) — бывший китайский футбольный клуб, представлявший город Тяньцзинь.

## История
Футбольный клуб «Тяньцзинь Лифэй» был основан 20 января 2000 года, спонсором стала корпорация с одноименным названием. Главным тренером стал уругваец Марио Вергара. Большинство игроков клуба были местными воспитанниками. В 2000 году команда заявилась для участия в розыгрыше второй лиги. Перед командой была поставлена задача выйти в первую лигу, этой цели удалось добиться уже по окончании сезона — клуб выиграл розыгрыш 2000 года.
В 2001 году команда приняла участие в розыгрыше первой лиги. Старт вышел неудачным — за сезон удалось набрать всего 10 очков, что соответствовало 11-му месту в турнирной таблице. В конце года была осуществлена масштабная сделка — все игроки «Тяньцзинь Лифэй» перешли в клуб «Ганьсу Тяньма», сумма трансфера составила около 13 млн.юаней.

## Корпорация «Тяньцзинь Лифэй» и футбол
Впервые корпорация «Тяньцзинь Лифэй» начала спонсорскую деятельность в 1997 году, вложив денежные средства в развитие команды Тяньцзиня, однако получила лишь негативный опыт и убытки. В январе 2000 года корпорация вновь решила вкладывать деньги в футбол, на этот раз было решено создать собственный клуб.

## Достижения
- Чемпион Второй лиги Китая по футболу : 2000